# Элвис и Глэдис (книга)

Обложка книги «Элвис и Глэдис»

Э́лвис и Глэ́дис (англ. Elvis and Gladys) — книга биографического содержания, посвященная жизни и творческому пути американского певца — Элвиса Пресли, также известного как «Король рок-н-ролла». Автор книги — известный журналист, актриса и биограф — Элаин Данди. Книга включает в себя подробное описание молодых лет певца в кино, музыке, личной жизни. Основная тема книги — роль матери в жизни Элвиса Пресли — Глэдис Лав Смит Пресли, забота и опека, которые, как описывает в своей книги Элаин Данди — «стали для него указательными столбами».
Первый выпуск книги в твёрдом переплёте, был издан в США в 1985 издательством "Макмиллан" (Нью-Йорк). Книга была переиздана в мягкой обложке в 2004 и насчитывала 352 страницы. Опубликовалась Университетской Прессой Миссисипи в 2004.
Бостонский Земной Шар назвал книгу «Элвис и Глэдис» — «ничем иным, как лучшей книгой биографии Элвиса». Книга широко приветствуется и поныне.